# Anatole Jakovsky
Anatole Jakovsky (Chișinău (gouvernement Bessarabië van het keizerrijk Rusland), 13 augustus 1907 - 14e arrondissement van Parijs, 24 september 1983), was kunstcriticus, schrijver, verzamelaar, polyglot en specialist in Franse naïeve kunst. Hij is bekend van de schenking die aan de oorsprong lag van het internationale museum voor naïeve kunst Anatole Jakovsky in Nice.
In 1949 publiceerde hij zijn eerste boek over naïeve kunst en in 1958 was hij voorzitter van de jury van de tentoonstelling over naïeve kunst op de Internationale Tentoonstelling van Brussel.  
Zijn strijd voor de zaak van de naïeve kunst bracht hem ertoe zijn eerste liefde te ontkennen: hij begon in zijn laatste jaren het "abstracte imperialisme" aan de kaak te stellen en, meer verrassend, ook art brut "waar, zo verklaarde hij, het woord "kunst" is meestal te veel”, en zo tegen de kunstenaars die Dubuffet verdedigde opnieuw ingaan op de argumenten die eerder tegen de naïeve kunst waren gebruikt. Anatole Jakovsky zou in zijn entourage corresponderen met Jean-Joseph Sanfourche, een voorbeeld van hedendaagse kunstenaars opgesloten in art brut.
- Bibliothèque nationale de France: cb12448216t (data)
- Catàleg d'autoritats de noms i títols de Catalunya: 981058611383506706
- Gemeinsame Normdatei: 174225571
- International Standard Name Identifier: 0000 0001 0898 9894
- Library of Congress Control Number: n85089210
- Nationale Bibliotheek van Tsjechië: xx0175559
- Nationale Bibliotheek van Israël: 987007341999305171
- Nederlandse Thesaurus van Auteursnamen: 067510124
- Système universitaire de documentation: 033634076
- Virtual International Authority File: 49319524
- WorldCat: E39PBJmDrGvwMYT6bxqgpBvfv3